# Karl Günnemann
Karl „Kolle“ Günnemann (* 25. August 1931 in Lintfort; † 10. Mai 2015) war ein deutscher Handballspieler.

## Karriere
Günnemann war seit dem 1. April 1946 Mitglied beim TuS Lintfort. In seiner Karriere errang er mit seinem Verein zahlreiche Titel:
- 1948: Deutscher A-Jugend-Meister in Lage/Westfalen gegen Ketsch/Baden
- 1949: Deutscher A-Jugend-Meister in Braunschweig gegen Flensburg 08
- 1952: Deutscher Vizemeister gegen SV Polizei Hamburg vor 35.000 Zuschauern in Duisburg
- 1954: Deutscher Vizemeister gegen Frisch Auf Göppingen vor 20.000 Zuschauern in Stuttgart
- 1959: Deutscher Meister gegen Bayer Leverkusen vor 35.000 Zuschauern in Duisburg
- 1960: Deutscher Vizemeister gegen TSV Ansbach in Oberhausen vor 35.000 Zuschauern
- 1961: Deutscher Meister gegen TSV Ansbach vor 35.000 Zuschauern in Oberhausen

1952 wurde Kolle Günnemann in Zürich mit der deutschen Nationalmannschaft Weltmeister im Feldhandball gegen Schweden.
Kolle Günnemann bestritt 15 Länderspiele (14 Feld, 1 Halle) für Deutschland, davon Länderspiele in Japan, in den USA und Kanada. Ferner nahm er an neun Auswahlspielen für Westdeutschland teil. Er war siebenmal Niederrhein-Meister und dreimal westdeutscher Meister. Das Silberne Lorbeerblatt wurde ihm vom Bundespräsidenten Theodor Heuss persönlich überreicht.
Kolle Günnemann war seit 1955 verheiratet und wurde Vater einer Tochter.